# آناتولی لاریوکوف
آناتولی لاریوکوف (روسی: Анатолий Владимирович Ларюков؛ زادهٔ ۲۸ اکتبر ۱۹۷۰) جودوکار اهل روسیه و بلاروس بود.
وی در مسابقات کشوری و بین‌المللی در مجموع برندهٔ ۴ مدال طلا، ۳ مدال نقره، ۴ مدال برنز شده‌است.